# 1,1,1,4,4,4-Hexafluor-2-buten
1,1,1,4,4,4-Hexafluor-2-buten, auch R-1336mzz bei Verwendung als Kältemittel, ist eine chemische Verbindung aus der Gruppe der Fluorkohlenwasserstoffe, die in Form von zwei Diastereomeren vorkommt.
| keine GHS-Piktogramme |

| Gefahrensymbol | Gefahrensymbol |

## Gewinnung und Darstellung
(Z)-1,1,1,4,4,4-Hexafluor-2-buten kann durch eine dreistufige Reaktion dargestellt werden. (1) Die katalytische Fluorierung in der Dampfphase von Hexachlorbutadien zu (E/Z)-2,3-Dichlorhexafluor-2-buten, die durch einen Katalysator auf Chrom-Basis gefördert wird. (2) Die Entchlorungsreaktion in der Flüssigphase von (E/Z)-2,3-Dichlorhexafluor-2-Buten zu 1,1,1,4,4,4-Hexafluor-2-butin mit Zink in Dimethylformamid. (3) Die Gasphasen-Hydrierungsreaktion von 1,1,1,4,4,4-Hexafluor-2-butin zum Produkt (Z)-1,1,1,4,4,4-Hexafluor-2-buten, die durch einen Palladium + Bi/PAF (poröses Aluminiumfluorid)-Katalysator gefördert wird.
(E)-1,1,1,4,4,4-Hexafluor-2-buten kann durch tropfenweise Zugabe von 1,2-Dichlor-1,1,4,4,4-pentafluorbutan zu einer Mischung aus destilliertem Sulfolan und getrocknetem Natriumfluorid oder Kaliumfluorid bei 190 °C hergestellt werden. Das Reaktionsprodukt wird dabei kontinuierlich abdestilliert.

## Physikalische Eigenschaften
Das (Z)-Isomer, R-1336mzz(Z) ist eine klare, farblose Flüssigkeit, die nicht entflammbar ist und ein geringes Treibhauspotential (GWP) von zwei CO2-Äquivalenten hat. Die kritische Temperatur von R-1336mzz liegt bei einer Temperatur von 171,3 °C und einem Druck von 2,9 MPa. Das Kältemittel eignet sich damit für Hochtemperaturwärmepumpen oder den Organic Rankine Cycle. (E)-1,1,1,4,4,4-Hexafluor-2-buten ist ein geruchloses Gas.

## Verwendung
Das (Z)-Isomer wird als Kältemittel und als Treibmittel für Schaumstoffe verwendet. R-1336mzz(Z) wird von Chemours unter dem Markennamen Opteon 1100 als Kältemittel vermarktet. Das Unternehmen stellt die Chemikalie in Changshu, China her. Neben seinem Einsatz als Kältemittel wird sie als Schaumtreibmittel, Feuerlöschmittel und Lösungsmittel verwendet.
(E)-1,1,1,4,4,4-Hexafluor-2-buten wird als Schäumungsmittel, Wärmeübertragungsflüssigkeit und Spezialgas verwendet.

## Externe Links zu erwähnten Verbindungen
1. ↑  Externe Identifikatoren von bzw. Datenbank-Links zu (E/Z)-2,3-Dichlorhexafluor-2-buten:  CAS-Nr.: 303-04-8, EG-Nr.: 206-133-2, ECHA-InfoCard: 100.005.577, PubChem: 9337, Wikidata: Q72466376.
2. ↑  Externe Identifikatoren von bzw. Datenbank-Links zu 1,1,1,4,4,4-Hexafluor-2-butin:  CAS-Nr.: 692-50-2, EG-Nr.: 211-732-7, ECHA-InfoCard: 100.010.667, PubChem: 69654, ChemSpider: 62855, Wikidata: Q5748729.
3. ↑  Externe Identifikatoren von bzw. Datenbank-Links zu 1,2-Dichlor-1,1,4,4,4-pentafluorbutan:  CAS-Nr.: 153083-94-4, PubChem: 11117473, Wikidata: Q82277974.